# Enrico Mazzucchi
Enrico Mazzucchi (Livorno, 20 novembre 1934 – Forte dei Marmi, 28 maggio 2010) è stato un calciatore italiano, di ruolo centrocampista.

## Carriera
Dopo le esperienze giovanili con Forte dei Marmi e Juventus, passa in Serie C al Cirio Napoli, in prestito per la stagione 1954-1955. Successivamente è alla Reggiana e nel 1957-1958 al Livorno, sempre in terza serie.
Nel 1962 sale di categoria approdando in Serie B col neopromosso Cagliari con cui conquista la prima storica promozione in Serie A nel 1963-1964. Sempre col Cagliari esordirà in massima divisione arrivando a totalizzare 7 presenze in Serie A e 70 in Serie B con la formazione sarda.
Terminata la carriera ha continuato a mantenere rapporti con gli ex compagni di squadra tra cui Gigi Riva che sarà padrino di una delle sue figlie.

## Palmarès

### Giocatore

#### Competizioni nazionali
- IV Serie: 2

Cirio: 1954-1955
Reggiana: 1955-1956